# Coco Jones
Courtney Michaela Ann Jones, detta Coco (Columbia, 4 gennaio 1998), è un'attrice e cantautrice statunitense.
Diventata nota grazie a un ruolo da co-protagonista nel film televisivo Let It Shine, ha collaborato per alcuni anni con la Disney sia come attrice, lavorando per Disney Channel, che come cantante, firmando un contratto con la Hollywood Records. Nel 2022 ha firmato un contratto con Def Jam Recordings, pubblicando l'EP What I Didn't Tell You e il singolo ICU, quest'ultimo riconosciuto con il Grammy Award alla miglior interpretazione R&B.

## Biografia
Figlia del giocatore di football Mike Jones, Coco Jones inizia a cantare fin da piccolissima, realizzando già nel 2006 la canzone Real You per Radio Disney. Nel 2010 pubblica un EP eponimo in maniera indipendente. A partire dal 2011, Jones lavora stabilmente con la Disney recitando in serie TV come So Random! e Buona Fortuna Charlie. Nel 2012 ottiene un ruolo da co-protagonista nel film televisivo Let It Shine, che si rivela una delle trasmissioni di maggior successo del 2012 su Disney Channel.
Nel 2013 pubblica il suo primo EP realizzato via Hollywood Records, Made of, per poi iniziare a lavorare sul suo album di debutto con artisti come David Banner ed Ester Dean. Nel 2014, in seguito alla fine dei rapporti con Hollywood Records, Jones inizia a pubblicare musica in maniera indipendente, pubblicando due EP in queste vesti. Parallelamente inizia a lavorare come attrice cinematografica, apparendo fra gli altri nel film del 2017 Flock of Four. Sempre nel 2017 prende parte a uno spot pubblicitario della Fanta. Nel 2022 entra a far parte del cast della serie televisiva Bel-Air.
Sempre nel 2022, Jones firma un contratto discografico con Def Jam Recordings e pubblica l'EP What I Didn't Tell You, per poi realizzare una collaborazione con il cantante e produttore Babyface. L'artista ha modo di esibirsi durante i Soul Train Awards 2022 con il singolo ICU. Nel 2023 viene pubblicata un'edizione deluxe dell'EP. Nell'agosto successivo ha inizio primo tour da headliner. Sempre nel 2023 l'artista viene premiata come miglior artista esordiente durante i BET Awards, i Soul Train Music Awards e i NAACP Image Awards. L'artista riceve inoltre 5 candidature ai Grammy Awards 2024, vincendo nella categoria miglior interpretazione R&B.

## Stile e influenze musicali
Jones ha citato Mariah Carey, Beyoncé, Aretha Franklin, Roberta Flack, Céline Dion, Etta James, Christina Aguilera, Jennifer Hudson, CeCe Winans e Mary J. Blige come sue principali fonti d'ispirazione.

## Controversie

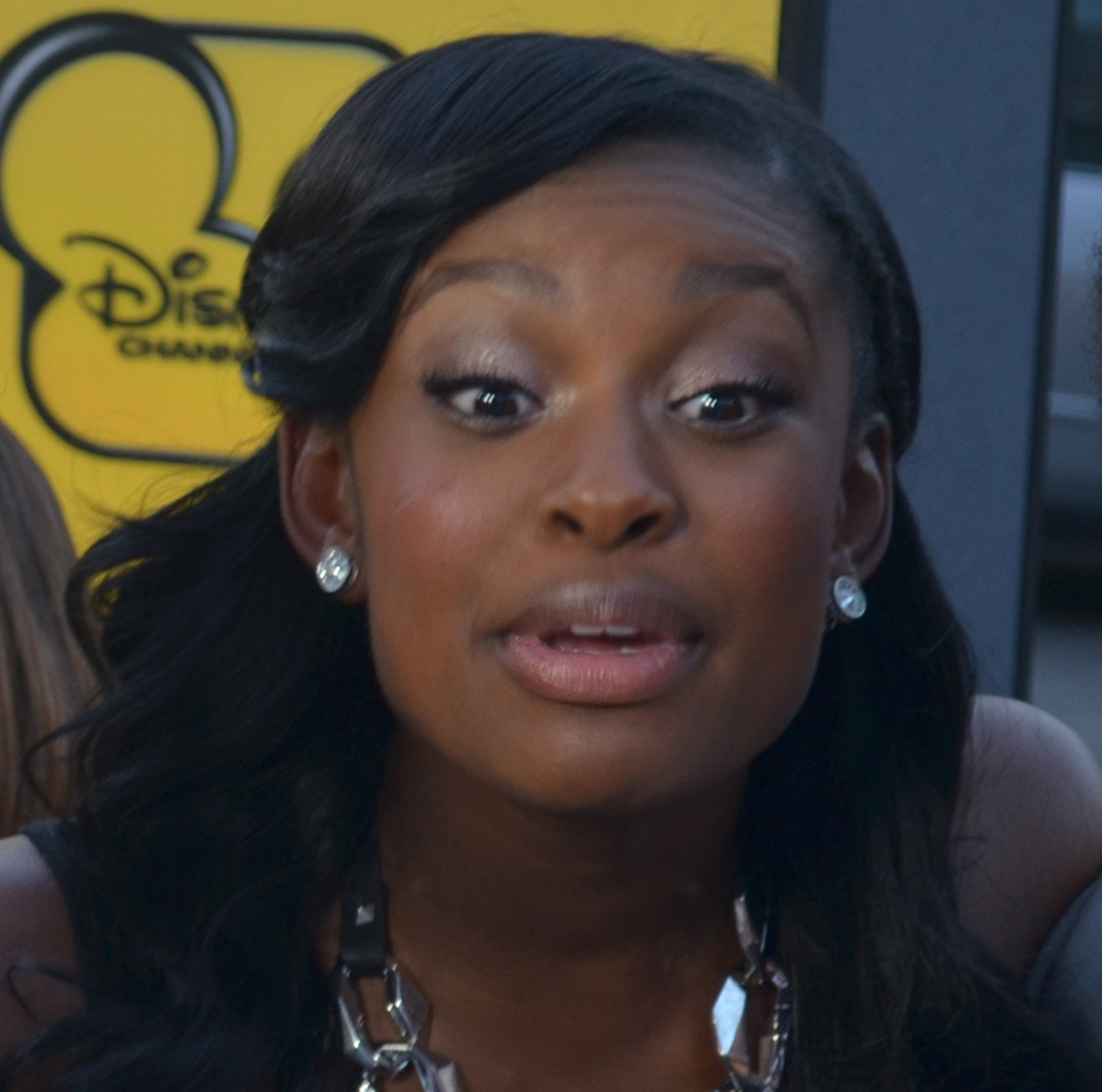
Coco Jones nel 2012 durante la promozione di Let It Shine

Nel 2020, Jones ha pubblicato un video sul suo canale YouTube in cui ha parlato negativamente dei suoi esordi con Disney Channel. L'attrice ha dichiarato che, dopo il successo di Let It Shine, la Disney le aveva promesso sia una serie TV da protagonista che la realizzazione di un album di debutto, entrambi eventi mai concretizzatasi. L'artista ha definito la sua vicenda personale un esempio di discriminazione per le persone nere nell'industria dello spettacolo.

## Filmografia

### Cinema
- Grandma's House, regia di Paul D. Hannah (2016)
- Flock of Four, regia di Gregory Caruso (2017)
- Vampires vs. the Bronx, regia di Oz Rodriguez (2020)
- White Elephant, regia di Corey Moss (2020)

### Televisione
- Radio Disney's Next Big Thing (2010)
- So Random! - serie TV, 5  episodi (2011-2012)
- Let It Shine, regia di Paul Hoen - film TV (2012)
- Buona fortuna Charlie (Good Luck Charlie) - serie TV, 5 episodi (2012-2013)
- The Exes - serie TV, un episodio (2014)
- Bel-Air – serie TV (2022)

## Doppiatrici italiane
Nelle versioni in italiano delle opere in cui ha recitato, Coco Jones è stata doppiata da:
- Eva Padoan in Let it Shine, Bel-Air

## Discografia

### Album in studio
- 2025 – Why Not More?

### EP
- 2010 – Coco Jones
- 2013 – Made Of
- 2017 – Let Me Check It
- 2019 – H.D.W.Y.
- 2022 – What I Didn’t Tell You
- 2024 – Coco By The Fireplace

### Singoli

#### Come artista principale
- 2011 – Stand Up
- 2012 – What I Said
- 2012 – Holla at the DJ
- 2013 – Déjà vu
- 2013 – World Is Dancing
- 2014 – Glitter (feat. Katie Armiger)
- 2014 – Chandelier
- 2014 – Peppermint
- 2015 – Let 'em Know
- 2015 – Ghost
- 2016 – Miss Me When I'm Gone
- 2017 – Let Me Check It
- 2018 – Just My Luck
- 2019 – Dream
- 2019 – Depressed
- 2020 – Hollyweird
- 2022 – Caliber
- 2022 – ICU
- 2023 – Double Back
- 2024 – Here We Go (Uh OH) (da sola o con Leon Thomas III)
- 2024 – Almost There
- 2024 – Sweep It Up
- 2024 – Most Beautiful Design (con London On the Track e Future)
- 2025 – Taste
- 2025 – You

#### Come artista ospite
- 2014 – Flyin High (MattyB feat. Coco Jones)
- 2015 – Slay (Nia Sioux feat. Coco Jones)
- 2019 – I Know You Know (Ads Valu & Malex feat. Coco Jones)
- 2020 – Say Their Names (Devvon Terrell feat. Trey Budden, Coco Jones, Kai Cash, Sydney Renae, Futuristic, Cashflow Harlem e Kiyanne)
- 2022 – Simple (Babyface feat. Coco Jones)
- 2023 – Spend The Night (Bj The Chicago Kid feat. Coco Jones)

## Riconoscimenti
- Grammy Awards[21]
  - 2024 – Candidatura al miglior artista esordiente
  - 2024 – Miglior interpretazione R&B per ICU
  - 2024 – Candidatura al miglior album R&B per What I Didn't Tell You
  - 2024 – Candidatura alla miglior canzone R&B per ICU
  - 2024 – Candidatura alla miglior interpretazione R&B tradizionale (con Babyface)  per Simple
  - 2025 – Candidatura alla miglior canzone R&B per Here We Go (Uh Oh)
  - 2025 – Candidatura alla miglior interpretazione R&B tradizionale per Here We Go (Uh Oh)
- BET Awards[18]
  - 2022 – Candidatura alla miglior attrice per Bel-Air
  - 2023 – Miglior artista esordiente
  - 2023 – Candidatura alla miglior artista femminile R&B/Pop
  - 2023 – Candidatura alla miglior attrice per Bel-Air
- NAACP Image Awards[19]
  - 2023 – Miglior artista esordiente
  - 2024 – Migliore canzone Soul/R&B per ICU Remix (con Justin Timberlake)
  - 2024 – Candidatura al miglior duo, gruppo o collaborazione (tradizionale) per ICU Remix (con Justin Timberlake)
- Soul Train Music Awards[20]
  - 2022 – Candidatura alla miglior artista esordiente
  - 2023 – Miglior artista esordiente[24]
  - 2023 – Candidatura alla migliore artista femminile R&B/Soul
  - 2023 – Candidatura all'album dell'anno per What I Didn't Tell You
  - 2023 – Candidatura alla canzone dell'anno per ICU
  - 2023 – Candidatura al video dell'anno per ICU